# Endura
L'endura (soit en occitan la privation ou le jeûne) est une pratique du catharisme peu souvent mise en œuvre. C'est une sorte de suicide consistant à quitter la vie par amour de l'Être.
Au XIIIe siècle, il arrivait que des cathares haïssant le monde et n'ayant plus que quelques jours à vivre se laissassent mourir de faim après avoir reçu le consolamentum car ils n'étaient plus en état de réciter le Pater avant de manger ou de boire comme les règles du catharisme l'exigeaient. Ils craignaient donc de retomber dans le péché et de perdre le bénéfice du consolamentum.
L'endura consistait à se laisser mourir de faim ou parfois de froid. Elle n'a jamais été imposée, ni même encouragée par les parfaits cathares, que ce soit pour les fidèles ou pour eux-mêmes.
Elle s'est surtout développée à la fin du XIIIe siècle dans le comté de Foix sous l'influence du pasteur cathare Peire Authié.